# Ajuntament de Vallirana
L'Ajuntament és la seu administrativa del municipi de Vallirana (Baix Llobregat) inclòs a l'Inventari del Patrimoni Arquitectònic de Catalunya. Edifici entre mitgeres, planta baixa, dos pisos, i coberta de teula àrab. El cos central, una mica més avançat en el pla de façana, té la porta d'accés amb arc de mig punt, obertures allindades, coberta a quatre vessants, espadanya amb doble campana i penell. A les obertures balconeres del primer pis hi ha pilastres embegudes i frontó doble, mentre que les del segon són geminades amb grups de tres i trencaaigües. L'Ajuntament fou construït a partir del primer quart del segle xx en el solar on abans hi havia l'antiga Casa de la Vila.